# Estação Félix Faure
Félix Faure é uma estação da linha 8 do Metrô de Paris, localizada no 15.º arrondissement de Paris.

## Localização
A estação está localizada no início da avenida Félix-Faure ao nível da place Étienne-Pernet, atrás da igreja Saint-Jean-Baptiste de Grenelle.

## História
A estação fica aberta ao público em 27 de julho de 1937. Deve o seu nome à sua localização no início da avenue Félix-Faure, ela mesma nomeada em homenagem ao político Félix Faure que foi presidente da República de 1895 a 1899.
Em 2011, 1 932 459 passageiros entraram nesta estação. Ela viu entrar 1 895 590 passageiros em 2013, o que a coloca na 253ª posição das estações de metrô por sua frequência em 302.

## Serviços aos Passageiros

### Acessos
A estação possui três acessosː
- Acesso 1ː rue des Frères Moraneː 24, place Étienne-Pernet;
- Acesso 2ː place Etienne Pernetː 20, place Étienne-Pernet;
- Acesso 3ː avenue Félix Faureː 2, avenue Félix-Faure.

### Plataformas
Félix Faure é uma estação de configuração padrão: ele possui duas plataformas de 105 metros de largura separadas pelas vias do metrô e a abóbada é elíptica. A decoração é do estilo utilizado pela maioria das estações de metrô: a faixa de iluminação é branca e arredondada no estilo "Gaudin" da "Renovação do metro" da década de 2000, e as telhas em cerâmica brancas biseladas recobrem os pés-direitos, a abóbada e o tímpano. O nome da estação está escrito em faiança no estilo da CMP original e os quadros publicitários também são em faiança de cor preta e dispostos em grupos de dois (esta cor e esta disposição não existe originalmente). A estação está equipada com bancos de madeira e metal.

### Intermodalidade
A estação é servida pelas linhas 70 e 88 da rede de ônibus RATP.

Galeria de fotografias
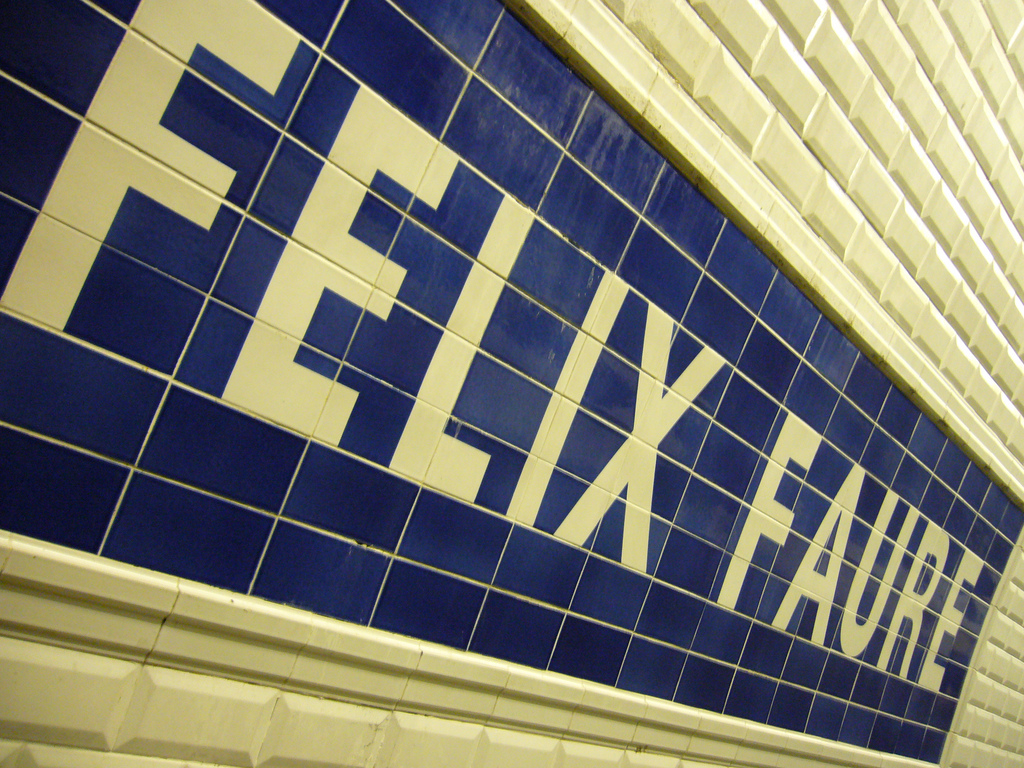
Nome da estação sobre as telhas de faiança.
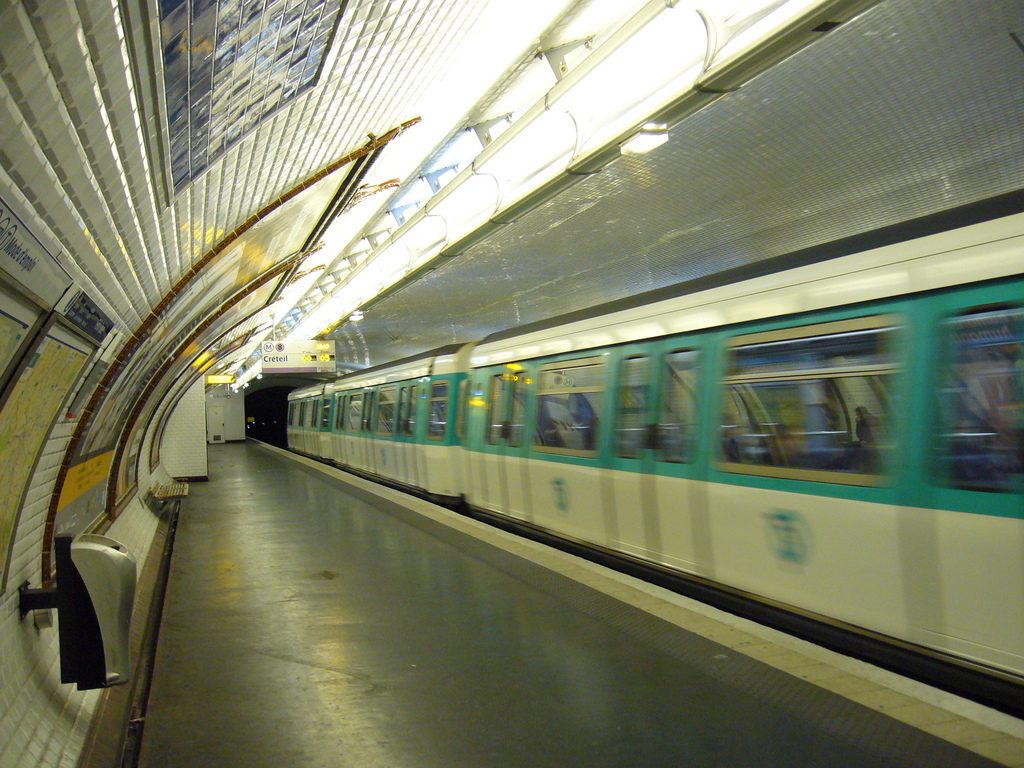
Trem MF 77 na plataforma.
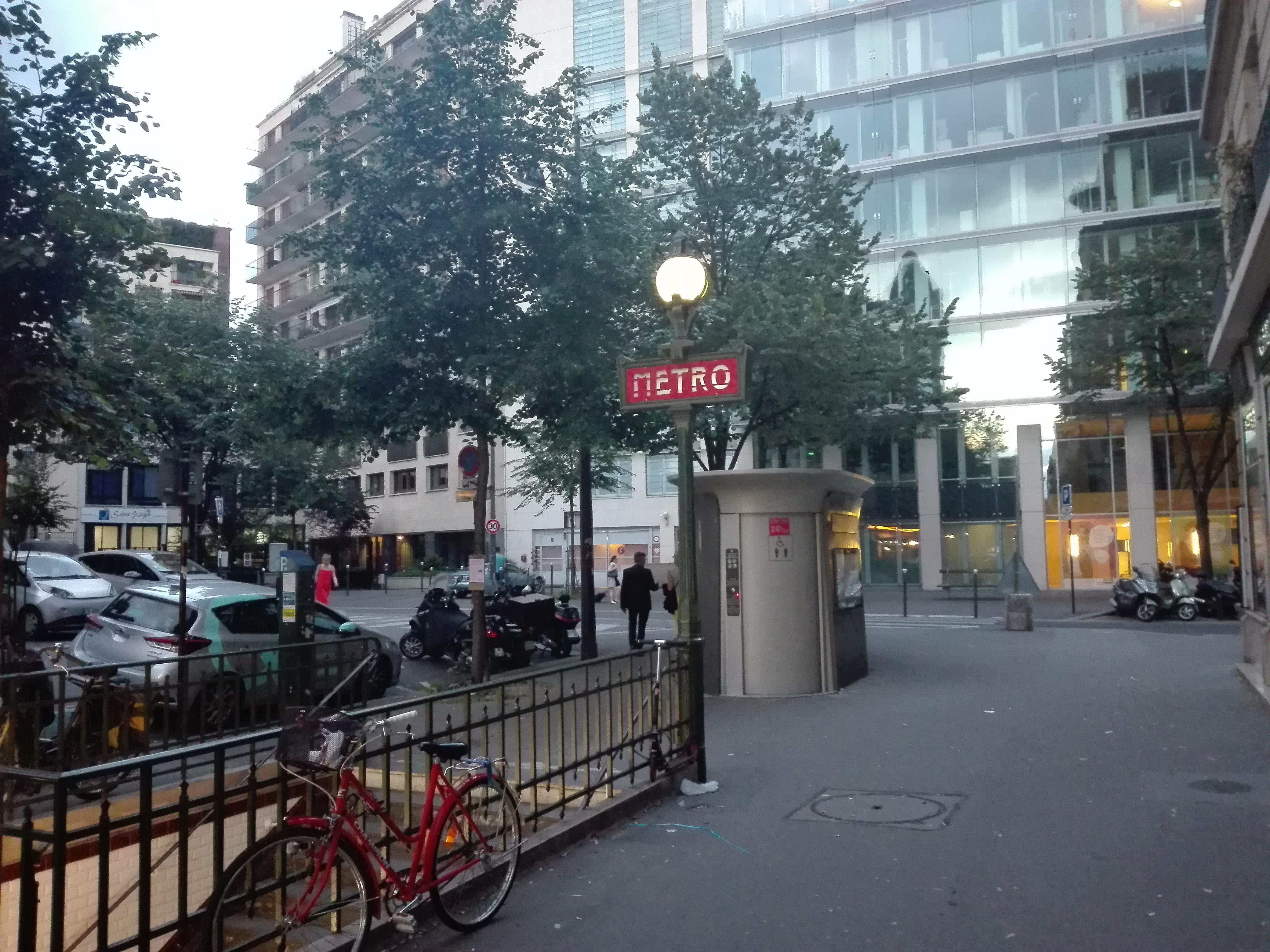
Acesso principal da estação.